# John Mather (artiste)
Ne doit pas être confondu avec John C. Mather.
Pour les articles homonymes, voir Mather.
John Mather (1848 – 1916) est un artiste peintre et graveur australien d'origine écossaise.

## Biographie
John Mather naît à Hamilton, en Écosse, en 1848. Son père, John Mather, est arpenteur, et sa mère, Margaret née Allan, sans profession.
Il étudie au Royal Glasgow Institute of the Fine Arts avant de partir pour l'Australie : il arrive dans l'État de Victoria en 1878.
D'abord décorateur d'intérieur, Mather collabore en 1880 à la décoration du dôme du Palais royal des expositions à Melbourne. Il peint en amateur, mais recevant des critiques positives, il décide de s'y consacrer à temps plein, fort d'une certaine indépendance financière grâce à son travail sur le dôme. Mather achète un studio Lilydale et peint principalement sur le motif — une technique introduite en Australie par le Suisse Louis Buvelot — des sujets pastoraux de la région, dans des tons doux et dont la composition est fidèle au sujet. Il ne s'inscrit pas dans l'impressionnisme de ses collègues contemporains, Arthur Streeton, Tom Roberts, Charles Conder.
Il devient professeur et, quoique n'ayant pas une influence majeure sur les jeunes artistes de son temps, il aura de nombreux élèves aquarellistes, ou peintres, telles que Jessie Traill, Dora Wilson et Hilda Rix Nicholas. Mather se marie en 1882 avec Jessie Pines Best, avec qui il a une fille et trois fils, dont l'un meurt en 1919 après avoir servi en France pendant la Première Guerre mondiale.
Mather expose à la Victorian Academy of Arts, est un membre fondateur de l'Australian Artists' Association en 1886, et lorsque les deux sociétés sont fusionnées sous le nom de Victorian Artists' Society (en), il joue un rôle de premier plan dans son administration, devenant président à plusieurs reprises (1893-1900, 1906-1908 et 1911),. En 1892, il est nommé administrateur de la bibliothèque publique et de la galerie nationale de Victoria ; considéré comme un bon homme d'affaires et un connaisseur de l'art, il est un membre très précieux du comité. En 1905, il est nommé au comité des legs Felton, et soutient ainsi fortement l'art australien. Sensible au grand bienfait d'Alfred Felton (en), Mather a constamment suggéré qu'un mémorial lui soit érigé, l'une de ses propositions étant que le tympan du portique de la National Gallery soit investi d'un relief en bronze, Felton protégeant, encourageant et gratifiant les beaux-Arts (Felton protecting, encouraging and rewarding fine arts).

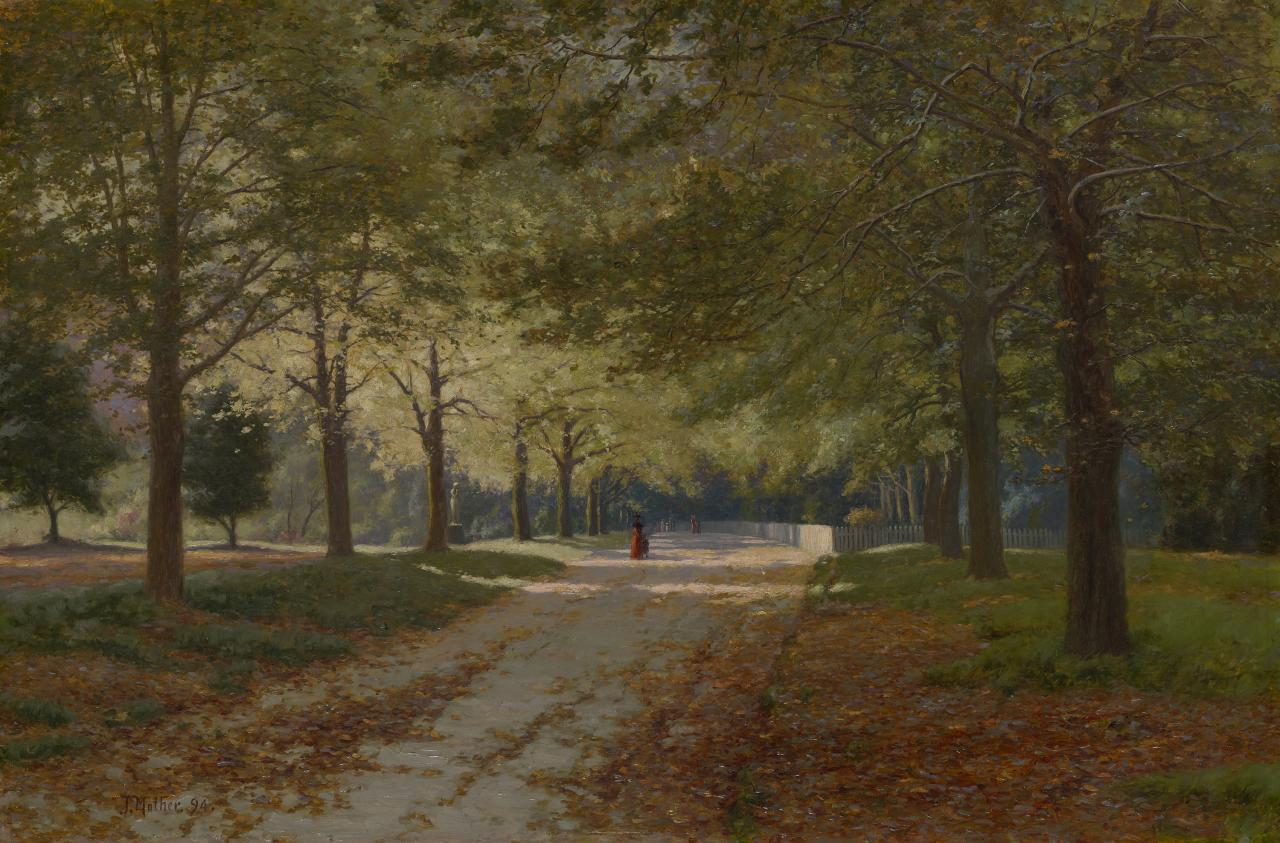
Autumn in the Fitzroy Gardens, 1894, National Gallery of Victoria, Melbourne.

En 1912, il rejoint Frederick McCubbin, Max Meldrum, Walter Withers et Edward Cairns Officer, pour fonder l'Australian Art Association (en). La galerie nationale lui achète trois tableaux, l'huile Autumn in the Fitzroy Gardens ainsi que les aquarelles Morning, Lake Omeo et Wintry Weather, Yarra Glen.
John Mather meurt du diabète à son domicile de Cadzow, South Yarra, le 18 février 1916,. Il est enterré au cimetière de Cheltenham.

## Œuvre
Les sources diffèrent sur ses qualités de graveur. Tandis que le Dictionary of Australian Biography considère que ses débuts dans la gravure ne sont pas très réussis, l’Australian Dictionary of Biography le qualifie de « doué et prolifique » (skilful and prolific).
Elles coïncident néanmoins sur ses qualités de peintre à l'huile et d'aquarelliste. Son travail dans les huiles est généralement assez « dur et serré », mais Autumn in the Fitzroy Gardens (« L'automne dans les jardins Fitzroy », 1894, National Gallery of Victoria) est favorablement reçu, et l'institution l'achète l'année suivante. Ses aquarelles sont souvent excellentes et il a de grandes facilités en tant que dessinateur. Dans ses dernières années, il a parfois travaillé trop longtemps sur ses aquarelles et les a gâtées en obtenant un effet laineux.

## Conservation
John Mather est représenté dans les institutions australiennes, dont la National Gallery of Victoria de Melbourne, la Galerie d'art de Nouvelle-Galles du Sud de Sydney, l'Art Gallery of Western Australia de Perth, la Ballarat Fine Art Gallery et la Geelong Art Gallery. Un portrait au fusain d'E. Phillips Fox est conservé dans la collection historique de la Bibliothèque d'État du Victoria, à Melbourne,. À l'étranger, le Te Papa Tongarewa de Wellington, en Nouvelle-Zélande, possède également des œuvres de John Mather.